# 雅環路
雅環路為臺灣臺中市環繞大雅市區之弧狀道路，共分三段，全路段位於大雅區內。自學府路為起點，向東行經大千駕訓班後轉向北行；之後漸漸轉向西，行經大雅區公所，迄於中清路四段。全長約2.5公里。

## 本道路客運
臺中市公車
| 編號   | 業者     | 路線                         | 行駛區間               |
| ------ | -------- | ---------------------------- | ---------------------- |
| 14副線 | 台中客運 | 綠川東站－神岡區公所         | 民生路一段－中清路四段 |
| 61     | 統聯客運 | 臺中車站－中國醫藥大學－大雅 | 雅潭路－中清路四段     |
| 98     | 東南客運 | 新庄－臺中榮總                 | 民生路一段－中清路四段 |

## 分段
雅環路共分為三段：
- 一段：學府路－學府路250巷／神林南路197巷
- 二段：學府路250巷／神林南路197巷－學府路
- 三段：學府路－中清路三段

## 車道配置
- 全線雙向兩車道。

## 沿線設施
一段
（由西南向東北）
學府路
- 臺中市立大華國民中學

神林南路
雅潭路四段
學府路250巷／神林南路197巷
二段
（由東南向西北）
- 雅環保齡球館
- 全聯福利中心雅環店

民生路一段
- 大雅區公所、戶政事務所

學府路
三段
（由東向西）
- 臺中市大雅區大明國民小學

中清路四段